# Call Me Crazy: A Five Film
Call Me Crazy: A Five Film é um telefilme americano de 2013, do gênero drama, dirigido por Laura Dern, Bryce Dallas Howard, Bonnie Hunt, Ashley Judd e Sharon Maguire para a Echo Films.
O longa é dividido em cinco segmentos, em que alguns personagens se conectam ao longo das histórias.[carece de fontes?]

## Enredo
Cinco contos curtas-metragens que exploram o impacto e a luta de pessoas que apresentam doenças mentais.[carece de fontes?]

## Segmento de Lucy
Dirigido por Bryce Dallas Howard e escrito por Deirdre O'Connor. O segmento Lucy segue a trajetória de Lucy, uma estudante de direito que se encontra em meio ao terror da esquizofrenia, em um hospital psiquiátrico onde, por meio do apoio de um novo amigo, de sua psicoterapeuta e tomando as medicações corretas, ela começa o seu caminho para a cura, podendo assim continuar sua vida de onde havia parado.

### Elenco
- Brittany Snow como Lucy
- Clint Howard como Harold
- Jason Ritter como Bruce
- Octavia Spencer como Doutora Nance

## Segmento de Grace
Dirigido por Laura Dern e escrito por Howard J. Morris. Grace explora o mundo do transtorno bipolar através da experiência de uma filha adolescente cuja mãe lida com a condição.[carece de fontes?]

### Elenco
- Sarah Hyland como Grace
- Melissa Leo como Robin
- Melissa Farman como Izzy
- Aimee Teegarden como Olivia
- Andrea Bendewald como Laura

## Segmento de Allison
Dirigido por Sharon Maguire e escrito por Jan Oxenberg. Allison aborda a comédia e os acontecimentos que levam aos dramas familiares por meio do retorno de Lucy, a personagem principal do primeiro segmento, que retorna para sua casa com a premissa de que se encontrava bem. Entretanto, sua irmã, com quem não possuía mais uma boa relação, utiliza a mesma semana para apresentar seu novo namorado, Luke, para os pais.[carece de fontes?]

### Elenco
- Sofia Vassilieva como Allison
- Ken Baumann , como Luke
- Jean Smart como Claire
- Richard Gilliland como Hugh

## Segmento de Eddie
Dirigido por Bonnie Hunt e escrito por Stephen Godchaux. Eddie mergulha no mundo de depressão por meio do ponto de vista do comediante Eddie. Sua esposa, Julia, tenta lidar com o fato de como seu marido, que é tão amado, pode ser tão convivente com a tristeza.[carece de fontes?]

### Elenco
- Mitch Rouse como Eddie
- Lea Thompson como Julia
- Chelsea Handler como Chelsea
- Dave Foley como Danny
- Jay Chandrasekhar como Joey
- James Avery como o Dr. Beckett
- Ross Mathews como MC

## Segmento de Maggie
Dirigido por Ashley Judd e escrito por Erin Cressida Wilson. Em Maggie, uma mulher que serve às forças militares americanas retorna da guerra para sua casa por seu filho e seu pai. Entretanto tem sua vida abalada pelo aparecimento do transtorno de estresse pós-distúrbio.[carece de fontes?]

### Elenco
- Jennifer Hudson como Maggie
- Melanie Griffith como Kristin
- Ernie Hudson como Percy

## Prêmios e indicações
| Ano  | Prêmio            | Categoria                                                                                  | Nomeados                       | Resultado |
| ---- | ----------------- | ------------------------------------------------------------------------------------------ | ------------------------------ | --------- |
| 2013 | Prêmio De Saúde   | Filmes Drama (O Enredo)                                                                    | Call Me Crazy: A Five Film     |           |
| 2014 | Black Reel Awards | Melhor Ator Coadjuvante: Filme De Televisão/Cabo[carece de fontes?]                        | Ernie Hudson                   |           |
| 2014 | Black Reel Awards | Black Reel Award para Melhor Atriz coadjuvante: Filme de Televisão/Cabo[carece de fontes?] | Octavia Spencer                |           |
| 2014 | Satellite Awards  | Satellite Award de Melhor Atriz – Minissérie ou Filme para Televisão                       | Melissa Leo[carece de fontes?] |           |
| 2014 | Gracie Prêmios    | Excelente Desempenho de um Elenco em um Drama[carece de fontes?]                           |                                |           |
| 2014 | PRISMA Awards     | Filme de TV ou Minissérie                                                                  |                                |           |
| 2014 | PRISMA Awards     | Melhor Elenco[carece de fontes?]                                                           |                                |           |